# Heinz Autenrieth
Heinz Autenrieth (* 25. November 1906 in Wanzenau bei Straßburg; † 29. Februar 1984 in Stuttgart) war ein deutscher Jurist. Er war von 1960 bis 1966 Präsident der Synode der Evangelischen Landeskirche in Württemberg.

## Leben und Beruf
Autenrieth studierte nach der Schule Rechtswissenschaften an der Eberhard Karls Universität Tübingen. Dort wurde er Mitglied der Studentenverbindung A.V. Igel. 1929 promovierte er zum Dr. jur. Er trat zum 1. Mai 1933 der NSDAP bei (Mitgliedsnummer 2.868.940) sowie dem NSRB, dem RDB, der NSV und zuletzt dem NSFK. Nach dem Zweiten Weltkrieg trat er in den Staatsdienst des Landes Württemberg-Hohenzollern, später Baden-Württemberg ein, zunächst beim Staatssekretariat, dann beim Verkehrs- und schließlich beim Innenministerium. Ab 1947 gehörte er als Vertreter des Landes Württemberg-Hohenzollern dem Eisenbahn-Verkehrsrat der Betriebsvereinigung der Südwestdeutschen Eisenbahnen an, der Staatsbahn in der französisch besetzten Zone. 1968 übernahm er bis zum Eintritt in den Ruhestand die Leitung der Abteilung Hochschulen im Kultusministerium Baden-Württemberg, wo er von 1960 bis 1969 Ministerialdirigent war. Von 1971 bis 1974 war er 1. Vorsitzender des Familienverbands Autenrieth.

## Kirchliches Engagement
Autenrieth engagierte sich auch im kirchlichen und sozialem Bereich. So war er unter anderem Vorsitzender der Heil- und Pflegeanstalt Stetten (heute Diakonie Stetten e.V. in Kernen im Remstal). Ferner war er Vorsitzender des Kuratoriums der Evangelischen Akademie Bad Boll und des Kuratoriums des Deutschen Krebsforschungszentrums (DKFZ) in Heidelberg.
1954 wurde Autenrieth in den 5. Landeskirchentag der Evangelischen Landeskirche in Württemberg gewählt. Die Abgeordneten wählten ihn dort zum 1. Vizepräsidenten. Ferner gehörte er dem Ältestenbeirat und dem Ständigen Ausschuss an. Auch dem 6. Landeskirchentag (ab 1964 Landessynode) gehörte er an und wurde dort 1960 zum Präsidenten gewählt. Am Ende der Legislaturperiode verzichtete er auf eine neue Kandidatur. Sein Nachfolger wurde 1966 Oskar Klumpp. Ab 1955 gehörte Autenrieth auch der Synode der Evangelischen Kirche in Deutschland an, in der er zeitweise auch Vizepräsident war.